# أليكس مورايس غوميش
اليكس مورايس غوميز (بالبرتغالية: Alex de Moraes Gomes‏) (25 مارس 1988 في البرازيل - ) هو لاعب كرة قدم برازيلي في مركز الدفاع. لعب مع باوليستا وستاندارد لييج ونادي جوفنتودي وLuverdense Esporte Clube ‏ وEsporte Clube São José ‏ ونادي أنابوليس ‏ وNova Iguaçu FC ‏ ورومة إسبورتي أبوكارانا ‏ وPorto Alegre Futebol Clube ‏.

## روابط خارجية
- اليكس مورايس غوميز على موقع قاعدة بيانات كرة القدم.إي يو (الإنجليزية)
- اليكس مورايس غوميز على موقع Soccerway.com (الإنجليزية)